# Böhmhöf
Böhmhöf ist ein Ort im Waldviertel in Niederösterreich und eine Ortschaft und Katastralgemeinde der Stadtgemeinde Zwettl-Niederösterreich im Bezirk Zwettl.

## Geografie
Böhmhöf liegt an der Zwettler Straße (B 36), etwa 4 km südlich des Stadtzentrums von Zwettl und ist durch den Postbus an der B 36 mit dem österreichischen Überlandbusnetz verbunden.
Am 1. Jänner 2024 hatte der Ort 10 Einwohner auf einer Fläche von 42,67 ha (Stand 31. Dezember 2023).
Das Gemeindegebiet grenzt nördlich an die Katastralgemeinden Zwettl Stadt, östlich und südlich an Großweißenbach und im Westen an Gschwendt.

## Geschichte
Böhmhöf wurde 1447 als Prait Erlach zum ersten Mal urkundlich erwähnt, was auf ausgedehnte Erlenbestände schließen lässt. Aus dem Jahr 1498 ist die Namensform Peham hoff überliefert, was so viel bedeutet wie: „Hof, der nach einem Mann aus Böhmen benannt ist“. Im Jahr 1822 wurde der Ort als Dorf mit sieben Häusern genannt, das nach Zwettl eingepfarrt war, wohin auch die Kinder eingeschult wurden. Die Herrschaft Zwettl besaß die Ortsobrigkeit, übte die Landgerichtsbarkeit aus und besorgte die Konskription. Die Untertanen und Grundholde des Ortes gehörten den Herrschaften Stift und Stadt Zwettl.
Laut Adressbuch von Österreich waren im Jahr 1938 in Böhmhöf ein Schmied und mehrere Landwirte mit Direktvertrieb ansässig.